# Zápas na Letních olympijských hrách 1980 – muži, volný styl do 52 kg
Zápas ve volném stylu ve váhové kategorii do 52 kg probíhal na Letních olympijských hrách 1980 v Moskvě, v atletické hale CSKA Moskva. O medaile se utkalo celkem 16 zápasníků.

## Turnajové výsledky
Za prohru zápasníci získávají záporné body. 6 bodů vyřazuje zápasníka z dalších bojů. Poté, co zbývají poslední tři borci, utkají se tito ve finálovém kole o medaile.
Legenda
- TF — Lopatkové vítězství
- IN — Vítězství pro soupeřovo zranění
- DQ — Vítězství pro soupeřovu pasivitu
- D1 — Vítězství pro soupeřovu pasivitu, vítěz taktéž napomínán
- D2 — Oba zápasníci diskvalifikováni pro pasivitu
- FF — Kontumační vítězství
- DNA — Soupeř nenastoupil
- TPP — Trestné body celkem
- MPP — Trestné body za zápas

Sankce
- 0 - Lopatkové vítězství, technická převaha, pro pasivitu, zranění soupeře, nenastoupení
- 0,5 - Výhra na body, 8-11 bodů rozdíl
- 1 - Výhra na body, 1-7 bodů rozdíl
- 2 - Výhra pro pasivitu, vítěz taktéž napomínán
- 3 - Prohra na body, 1-7 body rozdíl
- 3,5 - Prohra na body, 8-11 bodů rozdílu
- 4 - Prohra lopatková, technickou převahu, pro pasivitu, zranění, nenastoupení

### Kolo 1
| TPP | MPP |                           | Skóre     |                         | MPP | TPP |
| --- | --- | ------------------------- | --------- | ----------------------- | --- | --- |
| 0   | 0   | Nanzadyn Buregdaa (MGL)   | 26 - 5    | Ahmad Dahrouj (SYR)     | 4   | 4   |
| 0.5 | 0.5 | Anatolij Beloglazov (URS) | 14 - 3    | Hartmut Reich (GDR)     | 3.5 | 3.5 |
| 1   | 1   | Mohamed Hachaichi (ALG)   | 15 - 8    | Nguyen Kim Thieng (VIE) | 3   | 3   |
| 0   | 0   | Koce Efremov (YUG)        | TF / 2:51 | Mohammad Aynutdin (AFG) | 4   | 4   |
| 4   | 4   | Mark Dunbar (GBR)         | TF / 1:40 | Nermedin Selimov (BUL)  | 0   | 0   |
| 3   | 3   | Jang Dok-Ryong (PRK)      | 7 - 12    | Ashok Kumar (IND)       | 1   | 1   |
| 0   | 0   | Władysław Stecyk (POL)    | DQ / 8:08 | Petru Ciarnău (ROU)     | 4   | 4   |
| 4   | 4   | Luis Ocaña (CUB)          | TF / 7:09 | Lajos Szabó (HUN)       | 0   | 0   |

### Kolo 2
| TPP | MPP |                         | Skóre     |                           | MPP | TPP |
| --- | --- | ----------------------- | --------- | ------------------------- | --- | --- |
| 3   | 3   | Nanzadyn Buregdaa (MGL) | 4 - 8     | Anatolij Beloglazov (URS) | 1   | 1.5 |
| 8   | 4   | Ahmad Dahrouj (SYR)     | TF / 3:31 | Hartmut Reich (GDR)       | 0   | 3.5 |
| 5   | 4   | Mohamed Hachaichi (ALG) | TF / 4:30 | Koce Efremov (YUG)        | 0   | 0   |
| 7   | 4   | Nguyen Kim Thieng (VIE) | TF / 8:38 | Mohammad Aynutdin (AFG)   | 0   | 4   |
| 8   | 4   | Mark Dunbar (GBR)       | 2 - 37    | Jang Dok-Ryong (PRK)      | 0   | 3   |
| 0   | 0   | Nermedin Selimov (BUL)  | TF / 2:25 | Ashok Kumar (IND)         | 4   | 5   |
| 0   | 0   | Władysław Stecyk (POL)  | 20 - 3    | Luis Ocaña (CUB)          | 4   | 8   |
| 8   | 4   | Petru Ciarnău (ROU)     | TF / 0:27 | Lajos Szabó (HUN)         | 0   | 0   |

### Kolo 3
| TPP | MPP |                           | Skóre     |                         | MPP | TPP |
| --- | --- | ------------------------- | --------- | ----------------------- | --- | --- |
| 4   | 1   | Nanzadyn Buregdaa (MGL)   | 12 - 5    | Hartmut Reich (GDR)     | 3   | 6.5 |
| 1.5 | 0   | Anatolij Beloglazov (URS) | TF / 1:22 | Mohamed Hachaichi (ALG) | 4   | 9   |
| 4   | 4   | Koce Efremov (YUG)        | TF / 4:37 | Nermedin Selimov (BUL)  | 0   | 0   |
| 8   | 4   | Mohammad Aynutdin (AFG)   | TF / 6:28 | Jang Dok-Ryong (PRK)    | 0   | 3   |
| 9   | 4   | Ashok Kumar (IND)         | 3 - 17    | Władysław Stecyk (POL)  | 0   | 0   |
| 0   |     | Lajos Szabó (HUN)         |           | Bye                     |     |     |

### Kolo 4
| TPP | MPP |                           | Skóre     |                         | MPP | TPP |
| --- | --- | ------------------------- | --------- | ----------------------- | --- | --- |
| 1   | 1   | Lajos Szabó (HUN)         | 12 - 9    | Nanzadyn Buregdaa (MGL) | 3   | 7   |
| 1.5 | 0   | Anatolij Beloglazov (URS) | TF / 0:42 | Koce Efremov (YUG)      | 4   | 8   |
| 0.5 | 0.5 | Nermedin Selimov (BUL)    | 16 - 6    | Jang Dok-Ryong (PRK)    | 3.5 | 6.5 |
| 0   |     | Władysław Stecyk (POL)    |           | Bye                     |     |     |

### Kolo 5
| TPP | MPP |                           | Skóre     |                        | MPP | TPP |
| --- | --- | ------------------------- | --------- | ---------------------- | --- | --- |
| 0   | 0   | Władysław Stecyk (POL)    | DQ / 8:13 | Lajos Szabó (HUN)      | 4   | 5   |
| 1.5 | 0   | Anatolij Beloglazov (URS) | TF / 1:53 | Nermedin Selimov (BUL) | 4   | 4.5 |

### Kolo 6
| TPP | MPP |                        | Skóre     |                           | MPP | TPP |
| --- | --- | ---------------------- | --------- | ------------------------- | --- | --- |
| 4   | 4   | Władysław Stecyk (POL) | TF / 0:57 | Anatolij Beloglazov (URS) | 0   | 1.5 |
| 9   | 4   | Lajos Szabó (HUN)      | 3 - 19    | Nermedin Selimov (BUL)    | 0   | 4.5 |

### Finále
Výsledky z předchozích kol se započítávají do finále (žlutě zvýrazněno).
| TPP | MPP |                           | Skóre     |                           | MPP | TPP |
| --- | --- | ------------------------- | --------- | ------------------------- | --- | --- |
|     | 0   | Anatolij Beloglazov (URS) | TF / 1:53 | Nermedin Selimov (BUL)    | 4   |     |
|     | 4   | Władysław Stecyk (POL)    | TF / 0:57 | Anatolij Beloglazov (URS) | 0   | 0   |
| 5   | 1   | Władysław Stecyk (POL)    | 6 - 5     | Nermedin Selimov (BUL)    | 3   | 7   |

## Finálové pořadí
1. Anatolij Beloglazov (URS)
2. Władysław Stecyk (POL)
3. Nermedin Selimov (BUL)
4. Lajos Szabó (HUN)
5. Jang Dok-Ryong (PRK)
6. Nanzadyn Buregdaa (MGL)
7. Koce Efremov (YUG)
8. Hartmut Reich (GDR)